# Xian de Fuyuan (Heilongjiang)
Pour les articles homonymes, voir Fuyuan.
Le xian de Fuyuan (抚远县 ; pinyin : Fǔyuǎn Xiàn) est un district administratif de la province du Heilongjiang en Chine. Il est placé sous la juridiction de la ville-préfecture de Jiamusi.

## Démographie
La population du district était de 70 497 habitants en 1999.